# Сан-Фелис-ду-Пиауи

Сан-Фелис-ду-Пиауи на карте штата.

Сан-Фелис-ду-Пиауи (порт. São Félix do Piauí) — муниципалитет в Бразилии, входит в штат Пиауи. Составная часть мезорегиона Северо-центральная часть штата Пиауи. Входит в экономико-статистический микрорегион Валенса-ду-Пиауи. Население составляет 3069 человек на 2010 год. Занимает площадь 626,657 км². Плотность населения — 4,90 чел./км².

## Демография
Согласно сведениям, собранным в ходе переписи 2010 г. Национальным институтом географии и статистики (IBGE), население муниципалитета составляет:
| Полное население                               | Полное население                               | Полное население                               | Полное население                               | 3069  |
| ---------------------------------------------- | ---------------------------------------------- | ---------------------------------------------- | ---------------------------------------------- | ----- |
| в том числе:                                   | Городское население                            | 1641                                           | Процент городского населения, %                | 53,47 |
|                                                | Сельское население                             | 1428                                           | Процент сельского населения, %                 | 46,53 |
|                                                | Мужское население                              | 1500                                           | Процент мужского населения, %                  | 48,88 |
|                                                | Женское население                              | 1569                                           | Процент женского населения, %                  | 51,12 |
| Плотность населения, чел/км²                   | Плотность населения, чел/км²                   | Плотность населения, чел/км²                   | Плотность населения, чел/км²                   | 4,90  |
| Население муниципалитета в % к населению штата | Население муниципалитета в % к населению штата | Население муниципалитета в % к населению штата | Население муниципалитета в % к населению штата | 0,10  |

По данным оценки 2016 года, население муниципалитета составляет 2920 жителей.

## Статистика
- Валовой внутренний продукт на 2003 год составляет 6 635 905,00 реалов (данные: Бразильский институт географии и статистики).
- Валовой внутренний продукт на душу населения на 2003 год составляет 2053,19 реалов (данные: Бразильский институт географии и статистики).
- Индекс развития человеческого потенциала на 2000 год составляет 0,624 (данные: Программа развития ООН).